# Kanton Behren-lès-Forbach
Der Kanton Behren-lès-Forbach war von 1985 bis 2015 ein französischer Wahlkreis im Arrondissement Forbach, im Département Moselle und in der Region Lothringen.
Hauptort des Kantons war die Gemeinde Behren-lès-Forbach. Der Kanton hatte etwa 28.500 Einwohner auf 86,82 km².

## Gemeinden
| Gemeinde                 | Einwohner | Code postal | Code Insee |
| ------------------------ | --------- | ----------- | ---------- |
| Behren-lès-Forbach       | 10.073    | 57460       | 57058      |
| Bousbach                 | 950       | 57460       | 57101      |
| Cocheren                 | 3.293     | 57800       | 57144      |
| Diebling                 | 1.629     | 57980       | 57176      |
| Farschviller             | 1.378     | 57450       | 57208      |
| Folkling                 | 1.386     | 57600       | 57222      |
| Metzing                  | 536       | 57980       | 57466      |
| Morsbach                 | 2.449     | 57600       | 57484      |
| Nousseviller-Saint-Nabor | 949       | 57990       | 57514      |
| Œting                    | 1.865     | 57600       | 57521      |
| Rosbruck                 | 912       | 57800       | 57596      |
| Tenteling                | 996       | 57980       | 57665      |
| Théding                  | 2.132     | 57450       | 57669      |